# Barbara H. Partee

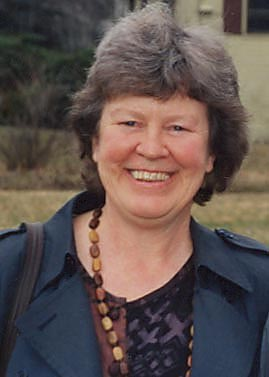
Barbara H. Partee.

Barbara Hall Partee (* 23. Juni 1940 als Barbara C. Hall in Englewood, New Jersey, USA) ist Professor Emerita für Linguistik an der University of Massachusetts Amherst. Sie machte sich um die Vermittlung der Montague-Grammatik verdient und formulierte das nach ihr benannte Partee's Puzzle.

## Forschung
Von 1957 bis 1961 studierte Partee Mathematik mit Nebenfächern Russisch und Philosophie am Swarthmore College. 1960 kam sie durch eine Sommerschule an der University of Pennsylvania mit aktueller Linguistikforschung in Berührung; zu den Gastdozenten gehörten Zellig S. Harris, Jerry Katz and Jerry Fodor. Nach ihrem ersten Abschluss ging sie an eine neu gegründete Graduiertenschule am MIT und gewann Noam Chomsky als Doktorvater.
1965 schloss sie ihre Dissertation ab und ging an die UCLA als Assistant Professor of Linguistics und ab 1969 als Associate Professor of Linguistics. Dort interessierte sie sich zunehmend für Semantik; anfangs hieß das v. a. Generative Semantik. Der Philosoph David Kellogg Lewis machte sie schließlich auf Richard Montague aufmerksam, der gerade begann, Methoden aus der formalen Logik für die Beschreibung natürlicher Sprachen zu nutzen. Partee war begeistert und begann bald, Montagues schwer verständliche Arbeiten, für die sie die Bezeichnung Montague-Grammatik einführte, anderen Linguisten zu vermitteln. Nach Montagues frühem Tod trug sie entscheidend dazu bei, dass sich sein Ansatz weiterverbreitete und sich allmählich zu dem Forschungsgebiet der formalen Semantik diversifizierte.
1973 ging sie gemeinsam mit ihrem Ehemann, dem Linguisten Emmon Bach, an die University of Massachusetts Amherst.
Partee veröffentlichte zahlreiche eigene Beiträge u. a. zu Quantoren, Typentheorie und Tempussemantik. In letzter Zeit arbeitet sie zum Genitiv der Verneinung im Russischen.

### Partee's Puzzle
Partee's Puzzle besteht aus dem Satz I didn't turn off the stove. (= Ich habe den Ofen nicht abgedreht.). Das Problem ist folgendes: Der nicht negierte Ausgangssatz I turned off the stove bezeichnet einen bestimmten Zeitpunkt, an dem der Ofen abgedreht wurde; z. B. gestern um 15:23h. Die Negation besagt nun nicht, dass dieses Abdrehen um 15:23h nicht geschehen ist. Vielmehr bedeutet der negierte Satz, dass im gesamten relevanten Zeitintervall (z. B. gestern Nachmittag) kein Abschalten erfolgte. Partee zeigte auf, dass die herkömmliche Analyse, also die Negation des Ereignisses, nicht die richtige Lesart erzeugt.

## Privatleben
In erster Ehe war Partee von 1966 bis 1971 mit Morriss Henry Partee verheiratet, mit dem sie drei Kinder hat. Seither trägt sie den Namen Barbara Hall Partee.
Von 1973 bis 1996 war sie mit dem Linguisten Emmon Bach verheiratet, mit dem sie gemeinsam an der University of Massachusetts Amherst lehrte.
1997 heiratete sie den russischen Linguisten Vladimir Borschev (Владимир Борщев) und lebt seither halbjährlich abwechselnd in Moskau oder Amherst.

## Ehrungen
Barbara Partee wurde Präsidentin der Linguistic Society of America (1986), erhielt die Ehrendoktorwürde vom Swarthmore College (1989) und der Karlsuniversität (1992), wurde in die American Academy of Arts and Sciences (1984), in die National Academy of Sciences (1989) und die British Academy (2018) gewählt. 1992 erhielt sie gemeinsam mit Hans Kamp den Max-Planck-Forschungspreis. Für 2020 wurde ihr die Benjamin Franklin Medal des Franklin Institute zugesprochen.

## Publikationen
- B.H. Partee, A. ter Meulen, R.E. Wall: Mathematical Methods in Linguistics, Dordrecht u. a.: Kluwer Academic Publishers, 1990.